# 야리인영
야리인영(野利仁榮, 서하어: , ? ~ 1042년)은 서하의 개국공신으로 경종의 황후인 야리씨의 먼 친척이다.
그는 서하 문자의 창시자로 1036년 경종의 뜻을 받들어 서하문(文)을 창시해 총 12권으로 간행하였다. 그가 만든 서하문자는 형태는 단정하였으나 획이 매우 번잡했다. 송사는 글자의 형(形), 체(體)는 각양각색인데 그림은 중복되는 비율이 많다고 하였다. 1039년, 황제는 번학(蕃學)을 세우고 야리인영에게 그 일을 맡게 하였다.
야리인영은 1042년 사망하였고 부평후(富平侯)로 추봉되었다. 1162년 인종이 국자(國字) 창제의 공으로 그를 광혜왕(廣惠王)으로 추존하였다.